# Prins Daniel af Sverige
Hans Kongelige Højhed Prins Daniel af Sverige, hertug af Västergötland (født 15. september 1973 i Örebro som Olof Daniel Westling) er som følge af af sit ægteskab med kronprinsesse Victoria af Sverige blevet prins af Sverige. Parret mødte hinanden i 2002 og blev gift den 19. juni 2010.
Daniel Westling er uddannet idrætspædagog fra Lillsveds idrottsfolkhögskola på Värmdö. Indtil sit ægteskab var han personlig træner og medejer af 3 "Master Training"-fitnesscentre i Stockholm.
Hans hertugtitel kommer af, at hans gemalinde er hertuginde af Västergötland.

## Bryllup
Parret blev forlovet 24. februar 2009 efter et langvarigt forhold.
Daniel er gift med Kronprinsesse Victoria. Brylluppet fandt sted 19. juni 2010 i Storkyrkan.

## Børn
Den 23. februar 2012 fødte kronprinsesse Victoria en datter, som fik navnet Estelle Silvia Ewa Mary samt titlerne prinsesse af Sverige og hertuginde af Östergötland.
Den 4. september 2015 blev det annonceret, at Kronprinsesse Victoria og Prins Daniel venter deres andet barn i marts 2016.
Barnet blev født onsdag den 2. marts, og det blev en dreng. Han målte 52 centimeter og vejede 3655 gram. Torsdag den 3. marts 2016 blev det af Kongen på et statsrådsmøde offentligt gjort at prinsens navn er Oscar Carl Olof, hertug af Skåne.

## Titler, prædikater og dekorationer
- 15. september 1973 - 19. juni 2010: Hr. Olof Daniel Westling
- 19. juni 2010 - nu: Hans kongelige højhed Prins Daniel, hertug af Västergötland

Han tilføjede efternavnet på den svenske kongefamilie, Bernadotte, til sit eget navn, hvorefter hans fulde navn er Olof Daniel Westling Bernadotte.

### Dekorationer

#### Udenlandske dekorationer
- Denmark: Ridder af Elefantordenen[7] (R.E.; 6. maj 2024)